# Zentralsparkasse der Gemeinde Wien
Die Zentralsparkasse der Gemeinde Wien (kurz die Zentralsparkasse) ging im Oktober 1991 rückwirkend zum 1. Jänner 1991 aus der Fusion mit der Länderbank in der Z-Länderbank Bank Austria AG auf (nachmalig Bank Austria).

## Geschichte

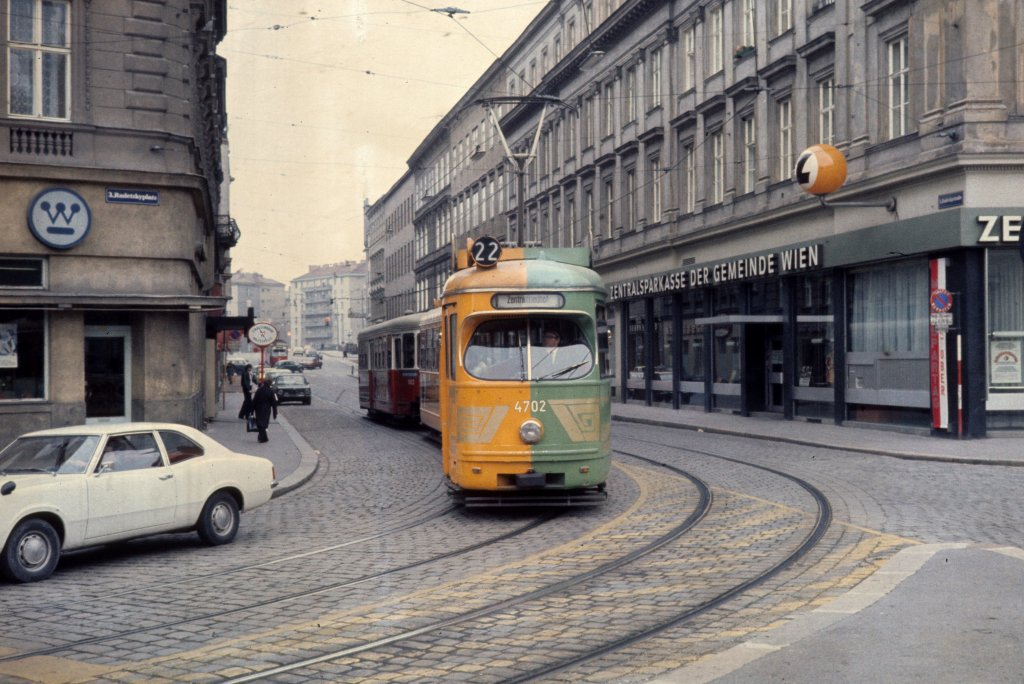
Z-Filiale am Radetzkyplatz, 1976

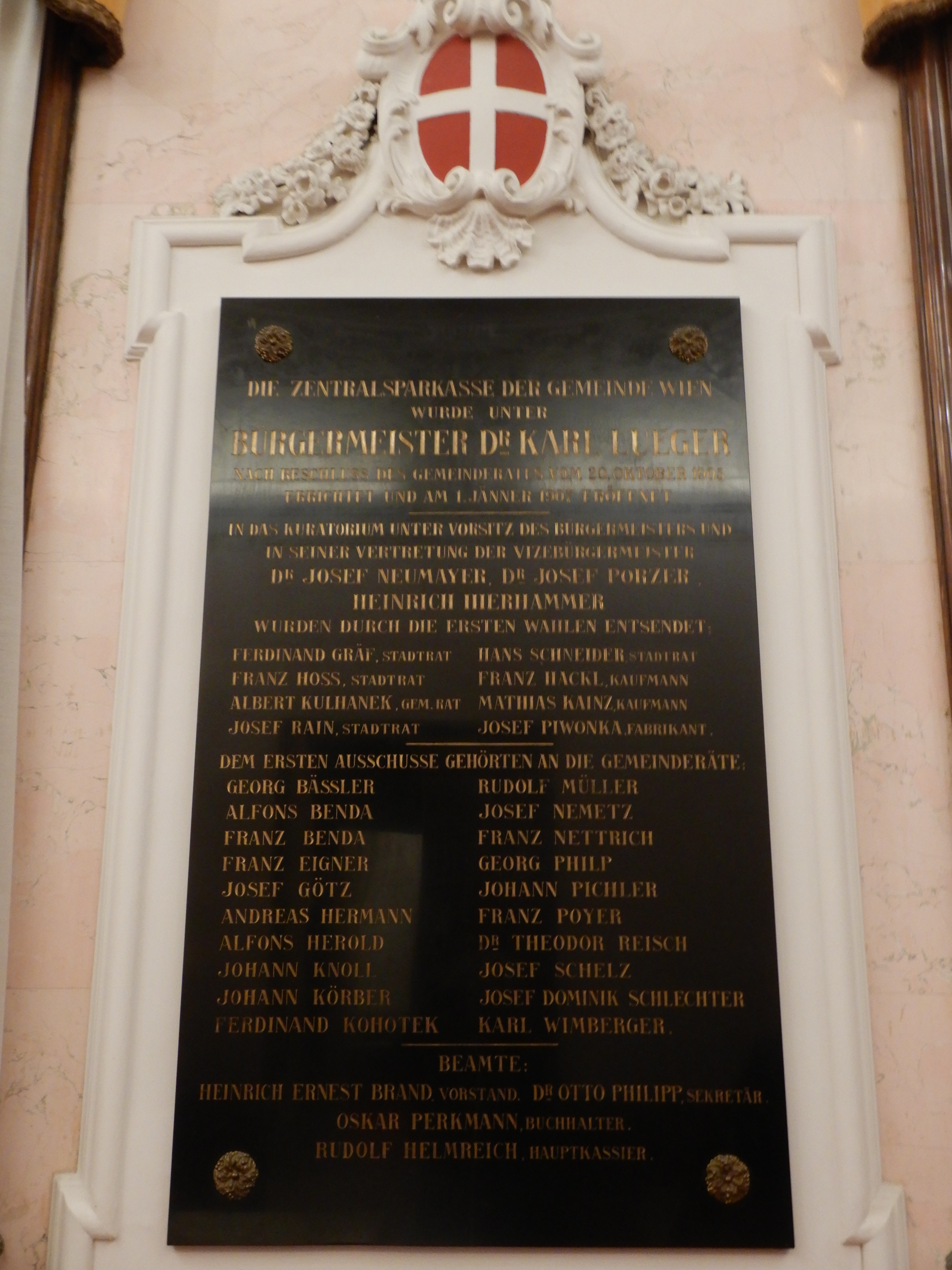
Gedenktafel für die Gründung der Zentralsparkasse der Gemeinde Wien

Der Wiener Gemeinderat fasste am 20. Oktober 1905 unter dem christlichsozialen Bürgermeister Karl Lueger den Beschluss, die Zentralsparkasse der Gemeinde Wien zu errichten. Sie wurde nach dem Sparkassengesetz als eigentümerlose, ähnlich einer Stiftung sich selbst gehörende Sparkasse gegründet; für die Spareinlagen übernahm die Stadt Wien die Haftung. Satzungsgemäß war die Stadtverwaltung durch den Bürgermeister und andere von ihr nominierte Mitglieder des Aufsichtsgremiums in der Realität bestimmender Faktor des Geldinstituts und auch einer seiner wichtigsten Kunden. Die neue Sparkasse trat in Wettbewerb zu der seit 1819 in Wien tätigen Ersten österreichischen Spar-Casse.
Die Zentralsparkasse nahm ihren Geschäftsbetrieb am 2. Jänner 1907 im Alten Rathaus auf und richtete sich dann im Nachbarhaus 1., Wipplingerstraße 4, auf Dauer ein. Einer der Gründungszwecke war der Zusammenschluss der Stadtsparkassen der 1890 / 1892 nach Wien eingemeindeten Vororte Sechshaus (Sparkasse seit 1881), Hernals (seit 1890), Währing (seit 1884) und Döbling (seit 1883) sowie des 1904/1905 eingemeindeten Floridsdorf (seit 1881). Die Sparkassen wurden nach der Eingemeindung unter dem Namen Wiener Kommunalsparkasse im Bezirk … weitergeführt; die Fusion mit der Zentralsparkasse erfolgte 1923.
Bereits im ersten Jahr wurden 30.000 Konten mit einer Einlagensumme von 14,7 Millionen Kronen eröffnet. Mit dem Ersten Weltkrieg erlebte die Zentralsparkasse zwar einen Rückschlag, zu Beginn der 1920er Jahre übernahm sie aber kleinere Banken in Wien. Sie war intensiv in der von Finanzstadtrat Hugo Breitner gesteuerten Finanzierung der Investitionen des „Roten Wien“ der Jahre 1919–1934 tätig und erhielt von der Stadtverwaltung bei größeren Gemeindebauten und städtischen Siedlungen meist die Möglichkeit, eine Filiale einzurichten. Für sozialdemokratische Parteimitglieder in Wien war es fast selbstverständlich, bei der Zentralsparkasse zu sparen. War die Zentralsparkasse anfangs eine reine Sparkasse, so wurde das Geschäft 1921 auch auf den Giro-Geldverkehr und später auf den Wertpapierhandel ausgeweitet.
In der NS-Zeit erfolgte 1939 die Übernahme der Gemeindesparkassen von Mödling, Liesing (Sparkasse seit 1897), Purkersdorf und Klosterneuburg; diese Städte waren im Herbst 1938 zu Groß-Wien eingemeindet worden.

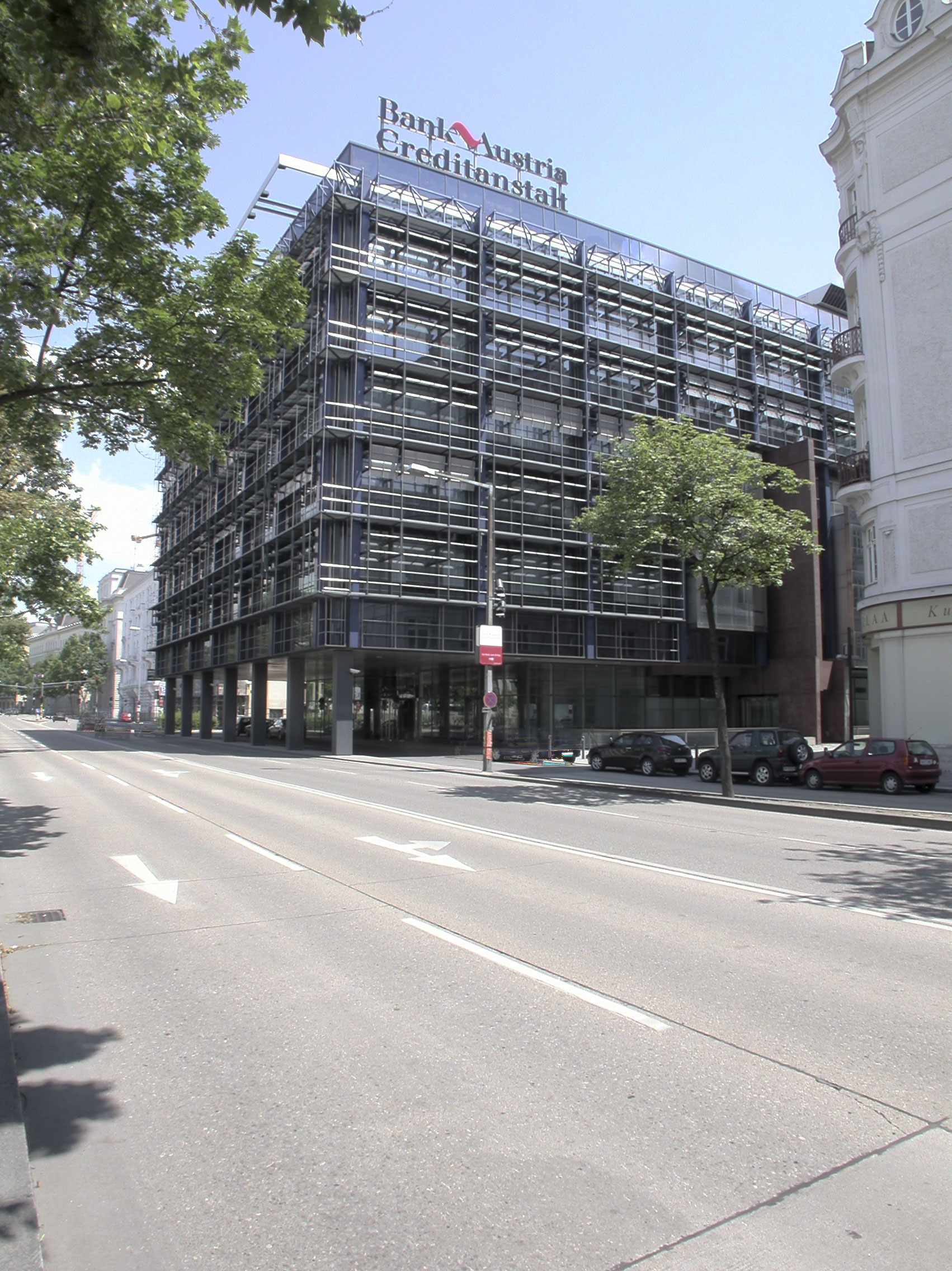
Ehemaliges Hauptgebäude der Z bzw. der BA-CA im 3. Bezirk

Nach 1945 wurde die „Z“, wie sie in ihren letzten Jahrzehnten in der Werbung und umgangssprachlich genannt wurde, neuerlich zur Hausbank der sozialdemokratischen Stadtverwaltung Wiens. Die Sparkasse wurde, obwohl offiziell eigentümerlos, ohne Umstände zum SPÖ-Machtbereich gezählt.
Sie war im Wiederaufbau Wiens und ab den 1960er Jahren in der deutlichen Verbesserung des Lebensstandards breiter Bevölkerungsschichten wichtiger Finanzierungsexperte. Das von Gegnern als „Gemeindesparkasse“ kleingeredete Institut verzeichnete dank seines Massengeschäfts oft bessere Erträge als große Banken.
Die „Z“-Zentrale befand sich seit 1965 in einem von ihr selbst errichteten Gebäude in Wien 3., Vordere Zollamtsstraße 13, zwischen dem Wienfluss und dem Bahnhof Wien Mitte – am Standort des 1960 abgerissenen Wiener Bürgertheaters. In Erinnerung an das Maskottchen „Sparefroh“ gibt es dort rechts vom ehemaligen, 2008 verkauften Sparkassengebäude eine kurze Seitengasse namens Sparefrohgasse.
Der Name des Hauses wurde 1990 auf Zentralsparkasse und Kommerzialbank Wien geändert. Im gleichen Jahr wurde René Alfons Haiden als Generaldirektor bestellt; er amtierte bis 1995. Mit 120 Zweigstellen in Wien und 98 in den anderen Bundesländern besaß die „Z“ damals das größte Filialnetz aller österreichischen Kreditinstitute.
Nachdem bereits seit Mai 1991 Verhandlungen zwischen der Zentralsparkasse (Z), die nach wie vor zum Sparkassensektor der österreichischen Kreditinstitute zählte, und der schwächelnden staatlichen Länderbank stattfanden, wurde die Fusion der beiden Institute von den Eigentümern am 26. September 1991 per Verschmelzungsvertrag vom 4. September beschlossen. Am 5. Oktober wurde im Firmenbuch die Z-Länderbank Bank Austria AG eingetragen. Rückwirkend mit 1. Jänner 1991 gingen darin am 7. Oktober die bisherige Z und die Länderbank auf. Die neue Bank Austria (BA) besaß nun 331 Filialen im Inland und 24 im Ausland mit einer Bilanzsumme von 515 Milliarden Schilling. Die bisherige Sparkasse hatte das operative Geschäft auf dieses neue Unternehmen übertragen, an dem es über die Anteilsverwaltung Zentralsparkasse (AVZ) Anteile hielt. Die AVZ wurde 2001 in eine Stiftung umgewandelt.
1992 erfolgte eine Eingliederung der Sparkassen Marchfeld und Steyr sowie 1994 die Eingliederung der Wiener Landes-Hypothekenbank.
1994 wurde die Zentrale der Bank Austria auf das Nordbahnhofgelände, 2., Lassallestraße 5, verlegt.
Gegenspieler der Bank Austria war die im konservativen Einflussbereich stehende, teilweise im Staatsbesitz befindliche Creditanstalt, lang die größte Bank Österreichs. Als der Staat sich in den 1990er Jahren von seinen CA-Aktien trennen wollte, kam zum Missvergnügen vieler Konservativer gerade die ehemalige Gemeindesparkasse als Käufer zum Zug: Die Bank Austria erwarb ab 1997 unter Generaldirektor Gerhard Randa, der noch im gleichen Jahr in den Aufsichtsrat wechselte, die Creditanstalt. Wenige Jahre später erwiesen sich parteipolitische Zuordnungen als irrelevant, die Bank Austria wurde selbst aufgekauft.
Die AVZ-Stiftung ist heute eine Privatstiftung mit zahlreichen Beteiligungen, bei denen der Anteil an der Unicredit AG in Mailand nurmehr eine untergeordnete Rolle spielt.

## Details

Werbung der Zentralsparkasse, etwa 1980

Symbolfigur der Zentralsparkasse war seit 1955 der Sparefroh, der insgesamt zum Symbol des Wiederaufbaus in Österreich nach dem Staatsvertrag wurde.
Die „Z“ finanzierte Anfang der 1960er Jahre auf Wunsch der Stadt Wien den Bau des zur Wiener internationalen Gartenschau 1964 errichteten Donauturms. Errichtet wurde der Turm über die Donauturm Aussichtsturm- und Restaurantbetriebsgesellschaft m.b.H., die ihn bis heute betreibt. An dieser Gesellschaft waren und sind zu 95 Prozent die Zentralsparkasse (zwischendurch Bank Austria, heute Unicredit Bank Austria) und zu 5 Prozent die ehemalige Brauerei Schwechat, heute Brau Union, beteiligt. Deren Logos waren lange, weithin sichtbar, in Großformat (Neonröhren) auf dem Mast des 252 m hohen Aussichtsturms angebracht. Das Schwechater-Logo am unteren Mastteil wurde zwischenzeitlich ersatzlos entfernt, an dessen Stelle wirbt nun ein gänzlich anderes Unternehmen. Mit den Gesellschaftsveränderungen der früheren Zentralsparkasse einhergehend wurde hingegen das obere Logo, das „Z“, erst zur „roten Welle“ der Bank Austria und aktuell mit dem Logo der Unicredit ersetzt.
Ein Inserat der Zentralsparkasse zum Weltspartag 1959 warb in der Arbeiter-Zeitung mit damals 41 Zweiganstalten in Wien.
Der umfangreiche Nachlass des Grafikers Heinz Traimer, der ab 1952 für mehr als 30 Jahre die Werbung für die Sparkasse entwarf, gibt einen guten Einblick in die Geschichte der Zentralsparkasse.

## Generaldirektoren
In den Nachkriegsjahren wurde die Bank von folgenden Personen geleitet:
- Rudolf Dechant (1945–1955)
- Josef Neubauer (1955–1969; bis 1958 Leitender Direktor)
- Karl Mantler (1969–1977)
- Karl Vak (1977–1990)
- René Alfons Haiden (1990–1991)

## Rechtsquellen
- Erkenntnis des Verfassungsgerichtshof, VfGH KR1/92 vom 15. März 1993 (= VfSlg. 13346).[6]
- Wahrnehmungsbericht des Rechnungshofes über die Bank Austria AG. Rechnungshof (Hrsg.), Oktober 1997 (= III-100 der Beilagen XX. GP – Bericht – 01 Hauptdokument (gescanntes Original) (PDF; 2,5 MB) auf der Website des Parlaments). Hierin insb. S. 7 (= PDF, S. 14), Rz. 1 und 2.